# Telebasis brevis
Telebasis brevis – gatunek ważki z rodziny łątkowatych (Coenagrionidae). Endemit Ekwadoru występujący po zachodniej stronie Andów.